# نیتروپلاس
نیتروپلاس (انگلیسی: Nitroplus) شرکت بازی ویدئویی ژاپنی است، که در سال ۲۰۰۰ تأسیس شد.